# Gallerucida basalis
Gallerucida basalis es una especie de insecto coleóptero de la familia Chrysomelidae.
Fue descrita científicamente en 1992 por Chen in Chen.